# Hohenwinden
Hohenwinden (veraltet Hohenwinden-Sulza genannt) ist ein Stadtteil der thüringischen Landeshauptstadt Erfurt. Hohenwinden liegt im Nordosten der Stadt und ist vor allem durch industriell genutzte und Landwirtschaftsflächen gekennzeichnet. Dazwischen liegen die Rotebergsiedlung und die Salinesiedlung, in denen die meisten der etwa 1800 Einwohner Hohenwindens leben.
Der Name Hohenwinden leitet sich von einem ehemaligen Dorf im Bereich der Schwerborner Straße her. Das Dorf Hohenwinden fiel schon im Mittelalter wüst, sodass 1318 auch die übrig gebliebene Dorfkirche zur Baumaterialgewinnung abgerissen wurde.

## Geografie
Hohenwinden liegt in einem Alttal der Gera, die früher hier entlang floss, ehe sie ihr heutiges Bett weiter westlich nahm. Dadurch ist das Gelände in Hohenwinden flach und unbewaldet. Der einzige Wasserlauf der Ortsflur ist die Schmale Gera, ein Nebenarm der Gera, der die westliche Grenze Hohenwindens bildet. Die größte Wasserfläche im Stadtteil ist der Sulzer See im Norden, der zu den Erfurter Seen gehört und wie diese aus einem gefluteten Kiestagebau hervorgegangen ist. Der Kiesabbau wurde im östlichen Teil der Ortsflur zur Baustoffgewinnung betrieben. Ebenfalls der Baustoffgewinnung dient eine Großziegelei des Konzerns Wienerberger am Nordhang des Roten Berges. Er hat seinen Namen vom hier anliegenden, roten Keuper-Gestein erhalten und stellt mit 239 Metern Höhe den höchsten Punkt der Ortsflur dar. Während dieser Inselberg im Westen Hohenwindens liegt, steigt das Gelände auch nach Osten hin an. Dort befinden sich der Stollberg im Süden und der Schwabenberg in der Schwerborner Flur im Norden. Diese erreichen in Hohenwinden Höhen von etwa 220 Metern. Der Talgrund dazwischen liegt in Höhen zwischen 190 Metern im Süden und 175 Metern im Norden.
Angrenzende Stadtteile sind die Johannesvorstadt im Süden und Ilversgehofen im Südwesten, während ansonsten die Dörfer Gispersleben im Westen, Mittelhausen im Nordwesten, Stotternheim im Norden, Schwerborn im Nordosten und Kerspleben im Osten angrenzen. In der Hohenwindener Flur liegen darüber hinaus das Plattenbaugebiet Roter Berg im Westen und die Sulzer Siedlung im Norden, die seit der letzten Neuordnung der Erfurter Stadtteile 1994 einen eigenständigen Stadtteil bildet.
Der unbebaute Teil der Ortsflur wird landwirtschaftlich genutzt, zudem wurde auch Bergbau betrieben. Steinsalz wurde zwischen 1862 und 1916 in einem Bergwerk gefördert, während Kies oberirdisch im Tagebau gewonnen wird.

## Viertel
| Viertel (nicht offiziell)                                 | Blockgruppen (offiziell) | Einwohner (2007) | Einwohner (2015) |
| --------------------------------------------------------- | ------------------------ | ---------------- | ---------------- |
| Industriegebiet Stotternheimer Straße, Zoopark/Roter Berg | 911                      | 44               | 155              |
| Rotebergsiedlung                                          | 912                      | 1.155            | 1.069            |
| Industriegebiet Schwerborner Straße                       | 921                      | 130              | 192              |
| Salinesiedlung, Stollbergsiedlung                         | 922                      | 635              | 603              |

### Rotebergsiedlung
Die Rotebergsiedlung entstand ab 1949 westlich der Stotternheimer Straße. Das Gelände war vorher als Flugplatz genutzt worden. Der erste Flughafen Erfurts entstand hier 1925 und wurde bis zum Beginn des Zweiten Weltkriegs für die zivile Luftfahrt von und nach Erfurt genutzt. Im Zweiten Weltkrieg wurde der Flughafen militärisch genutzt und danach durch die SMAD stillgelegt. 1956 wurde er verkleinert für die Sportfliegerei wiedereröffnet, während auf dem östlichen Teil die Rotebergsiedlung gebaut wurde. Der Luftverkehr wurde nach dem Zweiten Weltkrieg komplett zum Flughafen Bindersleben verlegt. In der Siedlung entstanden kleine Häuser für Familien, um die Wohnungsnot nach dem Krieg zu lindern. In den 1990er-Jahren wurde die Siedlung nach Süden erweitert und das Gebiet bis zur Straßenbahntrasse bebaut. Die Straßen in dieser Gegend erhielten Namen, die an den einstigen Flugplatz am Roten Berg erinnern.
1959 wurde nördlich der Rotebergsiedlung der Thüringer Zoopark Erfurt eröffnet, der seitdem der größte Zoologische Garten in Thüringen ist und einen Großteil der Fläche des Roten Bergs bedeckt.

### Salinesiedlung und Stollbergsiedlung
Die Salinesiedlung und die Stollbergsiedlung im Osten Hohenwindens entstanden in der Mitte des 20. Jahrhunderts mit kleinen Siedlungshäusern. 1972 wurde die Salinesiedlung nach Süden erweitert und es entstanden zahlreiche Kleingärten mit Wochenendhäusern für die Stadtbevölkerung. Die Salinesiedlung hat ihren Namen von der dortigen Saline, die zwischen 1862 und 1916 Steinsalz förderte, erhalten, während die Stollbergsiedlung nach dem Berg, an dessen Westhang sie liegt, benannt wurde.
Auch auf der Westseite der Sangerhäuser Bahn am Salinengraben und der Querfurter Straße entstanden Siedlerhäuser.

### Industriegebiete
Zwischen den Siedlungen liegen ausgedehnte Flächen, die als Industriegebiet genutzt werden. Neben dem flachen Gelände war besonders die Bahnanbindung ein Grund zur Entstehung der Industriegebiete in Hohenwinden nach der Eingemeindung Ilversgehofens 1911. Sie gehören zu einer Industriezone, die sich entlang der Bahnstrecken durch den ganzen Nordosten Erfurts erstreckt. Während im Süden seit der Schließung vieler Betriebe nach der Wiedervereinigung einige Flächen brach liegen, entstand im Norden an der Bergrat-Voigt-Straße ein neues Gewerbegebiet direkt an der neu gebauten Bundesautobahn 71.

## Einwohnerentwicklung
In den Siedlungen, die in der Hohenwindener Flur verstreut liegen, leben etwa 2000 Einwohner. Der Großteil von ihnen ist über 50 Jahre alt, sodass das Durchschnittsalter 2009 bereits bei 51,4 Jahren und damit weit über dem Erfurter Durchschnitt liegt. Außerdem ist Hohenwinden durch eine geringe demografische Mobilität geprägt, es gibt also wenige Zu- und Fortzüge und ebenso wenige Geburten und (noch) wenige Sterbefälle. Wenn die derzeitige Siedlergeneration langsam abnimmt, wird sich zeigen, inwieweit die vergleichsweise entlegenen Siedlungen inmitten des Industriegebiets mit ihren relativ kleinen und älteren Häusern neue, junge Bewohner anziehen können.
Daten der Stadtverwaltung Erfurt, jeweils zum 31. Dezember.
| Jahr | Einwohnerzahl |
| ---- | ------------- |
| 1995 | 1.918         |
| 1996 | 2.026         |
| 1997 | 2.033         |
| 1998 | 2.037         |
| 1999 | 2.047         |
| 2000 | 2.048         |
| 2001 | 2.040         |
| 2002 | 2.027         |
| 2003 | 2.027         |
| 2004 | 2.019         |
| 2005 | 2.006         |
| 2006 | 1.989         |
| 2007 | 1.964         |
| 2008 | 1.952         |
| 2009 | 1.939         |
| 2010 | 1.906         |
| 2011 | 1.899         |
| 2012 | 1.902         |
| 2013 | 1.858         |
| 2014 | 1.833         |
| 2015 | 2.019         |
| 2016 | 1.971         |

## Wirtschaft und Verkehr
Die Wirtschaft Hohenwindens ist durch die zahlreichen Unternehmen des produzierenden Gewerbes in den Industriegebieten geprägt. An Rasenrain hat die Erfurter Bahn ihren Sitz, die den Personenverkehr auf vielen Eisenbahnstrecken in Thüringen und Unterfranken betreibt.
Hohenwinden liegt direkt an der Bundesautobahn 71 vom Erfurter Kreuz nach Sangerhausen an der Anschlussstelle Erfurt-Stotternheim. Die Stotternheimer Straße ist auch die wichtigste Straße Hohenwindens, außerdem sind die Bunsenstraße, die Straße Am Roten Berg und die Schwerborner Straße wichtige Verbindungen für den innerstädtischen Verkehr.
An den öffentlichen Verkehr ist der Stadtteil über den Bahnhof Erfurt Ost an der Bahnstrecke Sangerhausen–Erfurt angebunden. Dort bestehen Verbindungen nach Magdeburg und zum Erfurter Hauptbahnhof. Allerdings liegt dieser Bahnhof an der Schwerborner Straße relativ weit von den Siedlungen entfernt und dient vor allem Pendlern der umliegenden Industriegebiete. Die Rotebergsiedlung ist über die Linie 5 an das Netz der Straßenbahn Erfurt angebunden, während die Salinesiedlung und die Stollbergsiedlung nur mit unregelmäßig verkehrenden Bussen zu erreichen sind.

## Wahlen
| Partei          | Stadtrat 2009 | Landtag 2009 | Bundestag 2013 | Europa 2009 |
| --------------- | ------------- | ------------ | -------------- | ----------- |
| Wahlbeteiligung | 43,7          | 52,8         | 60,1           | 44,0        |
| CDU             | 17,9          | 24,3         | 36,4           | 24,3        |
| Die Linke       | 25,7          | 29,5         | 24,4           | 26,3        |
| SPD             | 34,9          | 22,8         | 18,6           | 21,4        |
| Grüne           | 5,3           | 5,8          | 5,0            | 6,7         |
| FDP             | 4,9           | 6,2          | 1,6            | 6,7         |